# Tastaturgenvej
På Wikipedia kan du også anvende tastaturgenveje. Dem kan du læse mere om på Hjælp:Tastaturgenveje.
En tastaturgenvej (også kaldet en genvejstast eller blot en genvej) er en tast eller en kombination af flere taster, der udfører en prædefineret funktion på et tastatur. Disse funktioner kan ofte udføres vha. en anden, mere indirekte mekanisme, såsom at benytte en menu, skrive en længere kommando eller benytte en mus. Ved at lade nogle få tastetryk udføre disse handlinger kan brugeren ofte spare tid, heraf navnet "genvej".
Nogle gange er den eneste måde at udføre en handling vha. en tastekombination. I disse tilfælde er der teknisk set ikke tale om en genvej, men terminologien og notationerne er de samme. Mange bærbare computere har f.eks. en særlig tastekombination til at justere ting som skærmens lysstyrke.
For genveje der består af flere tastetryk "samtidig", udføres disse sædvanligvis ved først at holde en eller flere modifikatortaster nede og derefter trykke på den almindelige tast, for til sidst at slippe modifikatortasten. Denne skelnen er vigtig, eftersom et forsøg på at trykke på alle taster på samme tid ofte vil resultere i at en eller flere modifikatortaster ikke bliver trykket ned i tide, eller forårsage uønsket auto-gentagelse.

## Notation
De simpleste tastaturgenveje består af en enkelt tast. I disse tilfælde skrives som regel blot tastens navn, som i beskeden "Tryk på F1 for at få hjælp". Navnet på tasten skrives undertiden i klammer eller lignende tegn, f.eks. [F1] eller <F1>. Tastens navn kan også skrives med særlig formatering (fed eller kursiv skrift, majuskler osv.)
Mange genveje kræver at to eller flere taster trykkes ned sammen. Disse genveje skrives som regel ved at skrive tastenavnene adskilt af plusser eller bindestreger, f.eks. Ctrl+c, Ctrl-c eller [Ctrl]+[c].
Nogle tastaturgenveje kræver at flere taster trykkes ned individuelt efter hinanden. Her er notationen som regel at tastetrykkene skrives op adskilt af kommaer eller semikoloner. F.eks. ville "Alt+f, s" eller "Alt+f; s" betyde "Tryk først på Alt og f sammen og derefter på s". Sådanne genveje er ofte en sammenkædning af flere, små genveje, der tilsammen udfører en længere handling. Eksemplet "Alt+f, s" vil i mange programmer åbne menuen "filer" og derefter kalde "gem"-funktionen (save).